# Tumeochrysa
Tumeochrysa is een geslacht van insecten uit de familie van de gaasvliegen (Chrysopidae), die tot de orde netvleugeligen (Neuroptera) behoort.

## Soorten
- T. caesarea Hölzel, 1973
- T. cirerai (Navás, 1930)
- T. hui C.-k. Yang, 1987
- T. immaculata (Navás, 1910)
- T. indica Needham, 1909
- T. issikii (Kuwayama, 1961)
- T. longiscape C.-k. Yang, 1987
- T. magnifica Hölzel, 1973
- T. nyingchiana C.-k. Yang, 1987
- T. olympia Hölzel, 1973
- T. praeclara Hölzel, 1973
- T. sinica C.-k. Yang, 1987
- T. tibetana C.-k. Yang, 1987
- T. yunica C.-k. Yang, 1986